# Natixis
Natixis è una banca d'affari Francese creata nel novembre 2006 dalla fusione delle attività di gestione patrimoniale e investment banking di Natexis Banque Populaire (gruppo Banque Populaire) e IXIS (Groupe Caisse d'Épargne). Controllata per oltre il 70% da Groupe BPCE, il terzo gruppo creditizio in Francia, è quotata alla Borsa di Parigi con un 27% di flottante. Nel 2018 ha circa mille miliardi di dollari di risparmio gestito.
Natixis fornisce dati finanziari per la sezione 'Mercati' sul canale di notizie Euronews.

## Storia
Creata il 17 novembre 2006, Natixis deriva dalla fusione delle attività delle banche d'affari, d'investimento e di servizi del Banque Populaire e Caisse d'Épargne. In questa occasione Natexis diventa Natixis. È diretta da Philippe Dupont, presidente del consiglio di sorveglianza e da Dominique Ferrero, amministratore delegato.
La sua attività è organizzata in sei segmenti di business:
- Il retail banking (attraverso ITC Banques Populaires e Caisses d'Epargne);
- Finanza e investimenti;
- Gestione del risparmio;
- Investimenti di capitale e di private banking;
- Servizi;
- Crediti.

Ci sono scelte gestionali sbagliate nella conduzione della banca (nel febbraio 2008 viene addirittura nominato "chief financial officer" Jean-Pascal Beaufret che però non ha esperienza nelle banche d'investimento e deve dimettersi nove mesi più tardi) che finisce coinvolta nella truffa di Bernard Madoff e nella crisi dei mutui subprime.
Natixis diventa azionista di CIFG, una società fondata nel maggio 2002 nello Stato di New York ma con sede alle Bermuda. CIFG rimane invischiata nella vicenda dei subprime costringendo Groupe Caisse d'Epargne e Banque Populaire Group, le due società madri di Natixis, ad acquisirla nel novembre 2007 e a ricapitalizzarla per 1,5 miliardi di euro (ma le perdite di CIFG saranno molte di più, in una audizione ufficiale il direttore delle Caisses d'Épargne, Nicolas Merindol, stimerà una cifra attorno ai 70 miliardi di euro).
Le azioni di Natixis, che chiude il 2008 con una perdita di 2,6 milioni di euro, crollano di valore (quasi il 95%) scendendo nel marzo 2009 al di sotto della soglia di 1 euro per poi stabilizzarsi nel 2010 attorno ai 3,5 euro.
Alla fine del 2009 Natixis gestisce comunque 42,5 miliardi di depositi in essere e 105,9 miliardi di prestiti in essere. Il 26 ottobre 2010, Natixis Investment Managers (NIM) acquisisce una partecipazione di maggioranza nella start-up di gestione patrimoniale "Ossiam".
Le difficoltà di Natixis si riflettono anche sulla Caisses d'Epargne e sulla Banque Populaire, colpite da ingenti perdite di capitale.  Lo Stato francese è così costretto ad intervenire nel 2011 sostenendo, per oltre 7 miliardi di euro, il piano di ristrutturazione di Natixis e dei suoi maggiori azionisti, le banche popolari e le casse di risparmio.